# 2002 GX31
2002 GX31, também escrito como 2002 GX31, é um objeto transnetuniano que está localizado no Cinturão de Kuiper, uma região do Sistema Solar. Este objeto é classificado como um cubewano. Ele possui uma magnitude absoluta de 7,8 e tem um diâmetro estimado com cerca de 175 km.

## Descoberta
2002 GX31 foi descoberto no dia 8 de abril de 2002 pelo astrônomo Marc W. Buie.

## Órbita
A órbita de 2002 GX31 tem uma excentricidade de 0,072 e possui um semieixo maior de 35,060 UA. O seu periélio leva o mesmo a uma distância de 32,529 UA em relação ao Sol e seu afélio a 37,590 UA.